# 132ª Divisione corazzata “Ariete”
Die 132ª Divisione corazzata “Ariete” (italienisch für 132. Panzerdivision „Ariete“) war ein militärischer Großverband des Königlich-Italienischen Heeres im Zweiten Weltkrieg. Sie kam ausschließlich in Nordafrika während des Afrikafeldzuges zum Einsatz und wurde 1942 bei El-Alamein vernichtet.

## Geschichte

### Aufstellung
Die 132. Panzerdivision „Ariete“ wurde am 1. Februar 1939 in Mailand aus der 2. Panzer-Brigade als dreigliedriger Verband unter dem Kommando von Generale di Divisione Carlo Vecchiarelli aufgestellt. Den Kern der Division bildete das 32. Panzer-Regiment, das mit Panzern vom Typ L3/33 und M11/39 ausgerüstet war.
Bis Mai 1940 wurden 45 M11/39 abgegeben, die nach Italienisch-Ostafrika verschifft wurden.

### Stationierung in Norditalien
Nach der italienischen Kriegserklärung an Frankreich und Großbritannien im Juni 1940 verblieb sie als Armeereserve der  Armata del Po in Norditalien und wurde bei den Kämpfen in den Westalpen nicht eingesetzt.

### Verlegung nach Nordafrika
Im Zuge der britischen Gegenoffensive in Nordafrika wurde sie Anfang Januar 1941 nach Italienisch-Libyen verlegt.
Als die Division im Januar 1941 in Tripolis anlangte, umfasste sie etwas mehr als 5600 Mann, 117 Panzer von Typ L3/33 (davon 24 als Flammpanzer-Variante), 74 Geschütze verschiedener Kaliber sowie einen Fahrzeugpark mit über 1200 Fahrzeugen. Die mit drei Panzer-Bataillonen ausgestattete Division wurde bald nach ihrer Ankunft in Libyen mit einem vierten Bataillon verstärkt, das mit 51 Panzern vom Typ M13/40 ausgerüstet war.

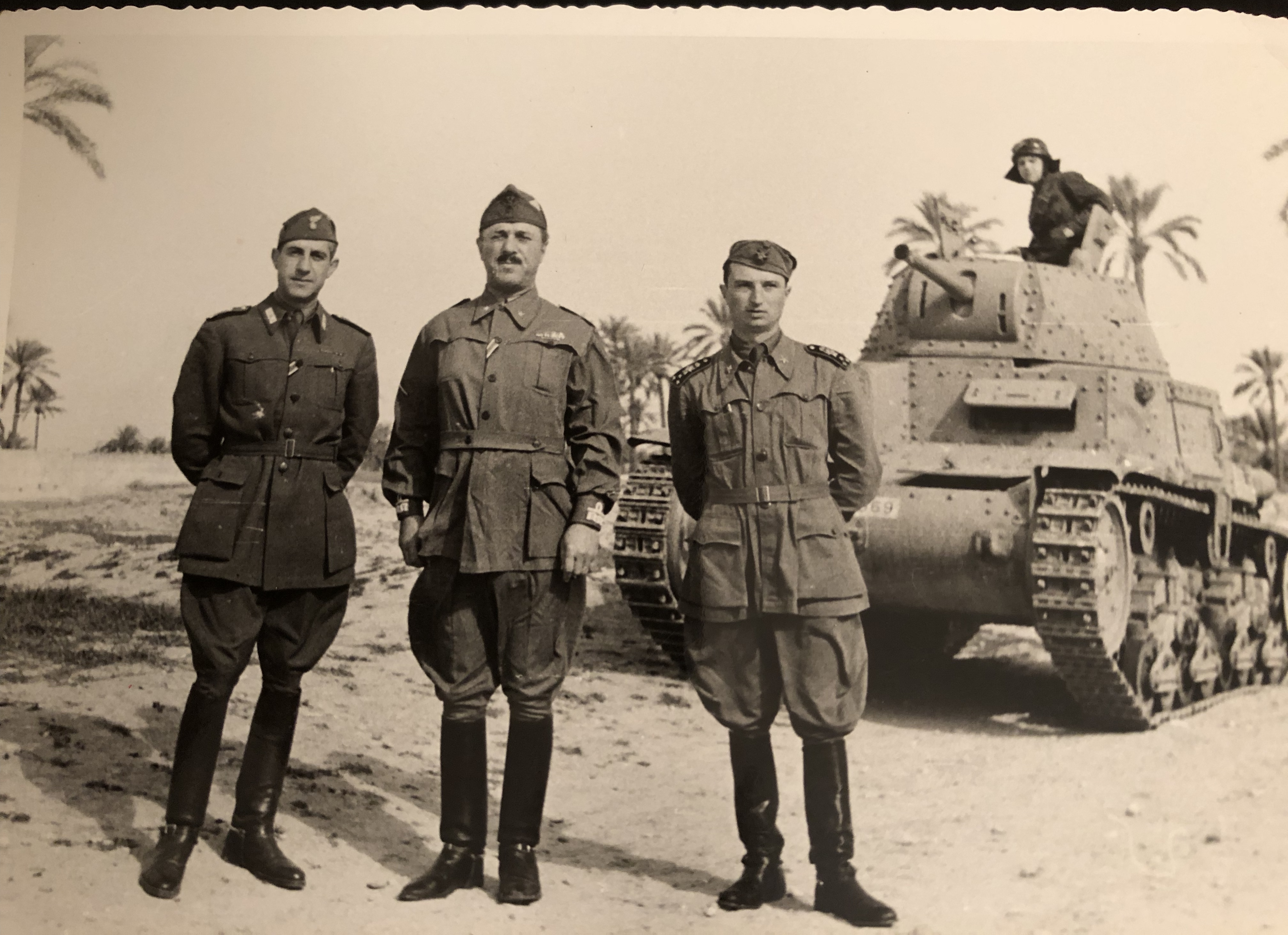
Kommandeur General Mario Balotta mit zwei Offizieren und einem Panzer M13/40 im Hintergrund

### Italienisch-Deutsche Offensive 1941
Da sie zum Großteil nur über leichte Panzer verfügte, diente sie zunächst als mobile Reserve. Nach der Entsendung deutscher Truppen nach Nordafrika, Deckname Unternehmen Sonnenblume, nahm die Division ab März 1941 an der Rückeroberung der Cyrenaika teil und wurde dem Deutschen Afrikakorps unter Generalleutnant Erwin Rommel unterstellt. Auf die von Rommel geforderte Aufrüstung der Division mit schweren Waffen, antwortete der Oberbefehlshaber der Achsenmächte in Nordafrika, Italo Gariboldi, dass die Division ihrer Ausrüstung entsprechend eingesetzt werden solle. 

### Tobruk 1941
Bei der Belagerung von Tobruk im April war die Kampfkraft und Einsatzfähigkeit der Division durch zahlreiche mechanische Ausfälle stark eingeschränkt. Lediglich sieben Panzer des Typs M13/40 waren nicht durch mechanische Defekte ausgefallen. Im Sommer verbesserte sich die Lage wieder und Ende August standen der 132. Panzerdivision „Ariete“ 64 Panzer L3/33 und 131 M13/40 zur Verfügung.

### Umgliederung
Ab 1. September 1941 wurde im Zuge des vom italienischen Generalstab beschlossenen Umbaus der Panzerdivisionen mit der Aufstellung des 132. Panzer-Regiments die Division umstrukturiert. Für die Aufstellung wurden diejenigen drei Bataillone des 32. Panzer-Regiments herangezogen, die mit M13/40 Panzern ausgerüstet waren. Das abgespeckte 32. Panzer-Regiment mit seinen L3/33 Bataillonen diente fortan als Divisionsreserve, bevor es im Januar 1942 abgegeben wurde.

### Operation Crusader
Am 19. November 1941 gelang der neugegliederten Division während der britischen Operation Crusader der einzige ausschließlich mit italienischen Kräften erzielte Erfolg des Feldzuges, als sie den Angriff der britischen 22nd Armoured Brigade bei Bir el-Gobi (auch Bir el Gubi) abwehrte und zum Gegenangriff überging. Bei dem Angriff verloren die Briten nach italienischen Angaben 57, nach eigenen Angaben 82 Panzer vom Typ Crusader, während die 132. Panzerdivision „Ariete“ 49 Panzer, 12 Geschütze sowie 200 Mann verlor.

### Vorstoß zur libysch-ägyptischen Grenze
Bei der anschließenden deutsch-italienischen Gegenoffensive stieß die Division im Rücken der deutschen Angriffsspitzen bis fast an die libysch-ägyptische Grenze vor, bevor sich die erschöpften Truppen zurückziehen mussten.

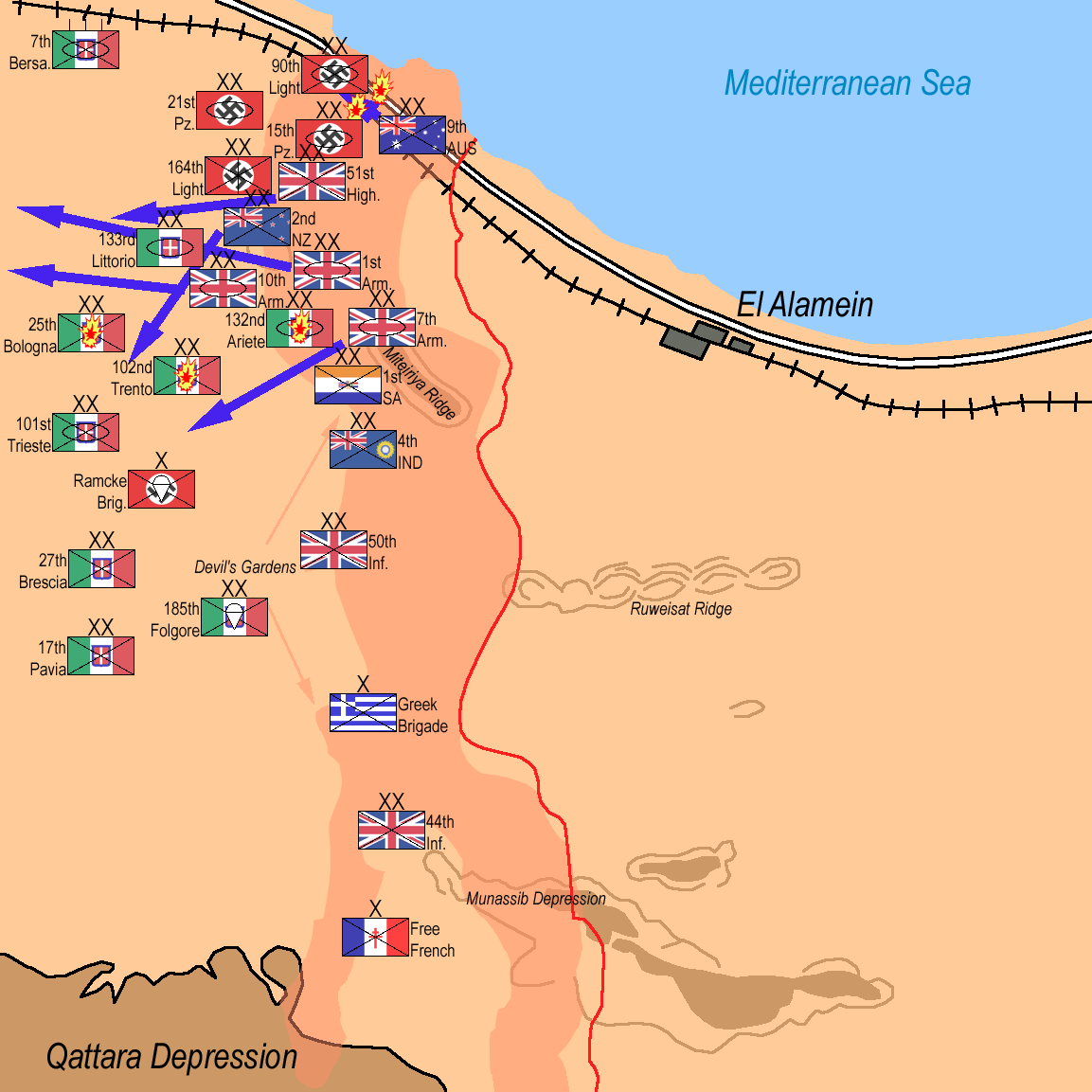
Die Division bei El Alamein

### Rückzug
Nach dem Rückzug der Achsenmächte aus dem Raum Tobruk, stand die Division im Dezember 1941 bei El Agheila am westlichen Rand der Cyrenaika.

### Italienisch-Deutscher Angriff 1942
In der zweiten Januarhälfte war sie im Rahmen der zweiten deutsch-italienischen Gegenoffensive an der Rückeroberung der westlichen Cyrenaika beteiligt und nahm am 29. Januar 1942 Bengasi ein. In der anschließenden Kampfpause trat die Division nur Ende März in Erscheinung, als sie zusammen mit Einheiten des Afrikakorps einen britischen Scheinangriff – Deckname Fullsize – bei Martuba abwehrte. Die Kampfpause wurde genutzt, um die Division aufzufrischen. Von der 133. Panzerdivision „Littorio“ wurde ein Bataillon mit Panzern vom Typ M14/41 übernommen.

### Unternehmen Theseus
Mit der Wiederaufnahme der Offensive im Frühjahr 1942 – Unternehmen Theseus – zerschlug sie am 27. Mai in der Schlacht von Bir Hakeim die 3rd Indian Motor Brigade. Beim anschließenden Angriff auf das von Truppen der französischen Fremdenlegion unter dem Kommando von Pierre Kœnig verteidigte Bir Hakeim südwestlich von Tobruk, verlor die Division 31 Panzer, davon 18 durch Minen. Beim weiteren Vormarsch gingen weitere Panzer verloren, so dass am 7. Juni von anfänglich 177 Panzern bereits 102 ausgefallen waren.

### Erste El Alamein-Schlacht
Als die Division Anfang Juli auf El-Alamein vorstieß, verfügte sie nur noch über acht einsatzbereite Panzer M13/40, 40 Geschütze und einige hundert Bersaglieri. Die prekäre Lage der 132. Panzerdivision „Ariete“ blieb dem Gegner nicht verborgen. Am 3. Juli erlitt die Division im Zuge der Ersten Schlacht von El Alamein beim Angriff britischer und neuseeländischer Verbände schwere Verluste und wurde praktisch zerschlagen.

### Schlacht von Alam Halfa
Aufgrund dessen spielte sie in der Schlacht von Alam Halfa Ende August keine größere Rolle, bei der Teile der Division zudem in ein Minenfeld gerieten.

### Zweite El Alamein-Schlacht
Im September wurde sie erneut aufgefrischt, so dass sie zu Beginn der Zweiten Schlacht von El Alamein am 23. Oktober 1942 wieder über 119 einsatzbereite Panzer verfügte, zum überwiegenden Teil M14/41 sowie einige Semovente 75/18. Die Division verblieb bis Anfang November im südlichen Frontbereich in zweiter Linie und hatte nur geringe Verluste zu verzeichnen. 

### Vernichtung
Anschließend deckte sie den Rückzug der deutsch-italienischen Verbände und wurde dabei am 4. November fast zur Gänze eingekesselt und vernichtet. Das letzte Panzer-Bataillon wurde zwei Tage später bei Fuka aufgerieben. Anfang Dezember wurde die 132. Panzerdivision „Ariete“ offiziell aufgelöst.

### Traditionsübernahme
1948 wurde in Rom mit der 132ª Brigata corazzata “Ariete” erneut eine Panzerverband mit dem Namen „Ariete“ aufgestellt.

## Kommandeure
- Generale di Divisione Carlo Vecchiarelli
- Generale di Divisione Ettore Baldassare
- Generale di Brigata Ismaele Di Nisio (ad interim)
- Generale di Brigata Mario Balotta
- Generale di Divisione Giuseppe De Stefanis
- Generale di Brigata Francescantonio Arena
- Generale di Divisione Adolfo Infante
- Generale di Brigata Francescantonio Arena
- Oberst Gaetano Cantaluppi (ad interim)

Quelle

## Unterstellung und Gliederung

### Unterstellung
| - Juni – Dezember 1940 - Panzerkorps, 6. Armee - Januar 1941 - direkt der 10. Armee unterstellt - Februar – März 1941 - X. Armeekorps - April – August 1941 - Deutsches Afrikakorps | - September 1941 – Januar 1942 - Manöverkorps, Letzteres ab Dezember 1941 der Panzergruppe Afrika unterstellt - Februar 1942 - Deutsches Afrikakorps, Panzerarmeeoberkommando Afrika - März – September 1942 - XX. Armeekorps, Panzerarmeeoberkommando Afrika - Oktober – November 1942 - XX. Armeekorps, Deutsch-Italienische Panzerarmee |

Quelle

### Gliederung
| - 1939–1940 - 32. Panzer-Regiment auf Panzer L3/33 und M11/39 - 8. Bersaglieri-Regiment - 132. Artillerie-Regiment (motorisiert) mit Feldkanone 75/27 Mod. 1911 - Genie-Kompanie - Sanitäts-Abteilung - Nachschub-Abteilung - Transport-Abteilung | - Mai 1941 - 32. Panzer-Regiment auf Panzer L3/33 und M13/40 - 8. Bersaglieri-Regiment - 132. Artillerie-Regiment (motorisiert) mit Feldkanone 75/27 Mod. 1911, 105/28, Flugabwehrkanone 90/53, Semovente 75/18 - 132. Panzerabwehr-Kompanie - 142. Panzerabwehr-Kompanie - 132. Genie-Kompanie - 132. Sanitäts-Abteilung - 132. Nachschub-Abteilung - 132. Transport-Abteilung | - Dezember 1941 - 132. Panzer-Regiment auf Panzer M14/41 - 8. Bersaglieri-Regiment - 131. Artillerie-Regiment (motorisiert) zum Teil auf Semovente 75/18 - II. Panzerabwehr-Bataillon mit PaK 47/32 Mod. 1935 - XXXII. Genie-Bataillon - 132. Sanitäts-Abteilung - 132. Nachschub-Abteilung - 42. Transport-Abteilung | - September 1942 - 132. Panzer-Regiment auf Panzer M14/41 - 8. Bersaglieri-Regiment - 131. Artillerie-Regiment (motorisiert) zum Teil auf Semovente 75/18 - III. Bersaglieri-Panzerabwehr-Bataillon mit PaK 47/32 Mod. 1935 - DLI. Artillerie-Gruppe Semovente - DLII. Artillerie-Gruppe Semovente - XXXII. Genie-Bataillon - 132. Sanitäts-Abteilung - 132. Nachschub-Abteilung - 82. Transport-Abteilung |

Quelle